# Jüdischer Friedhof (Vaucouleurs)

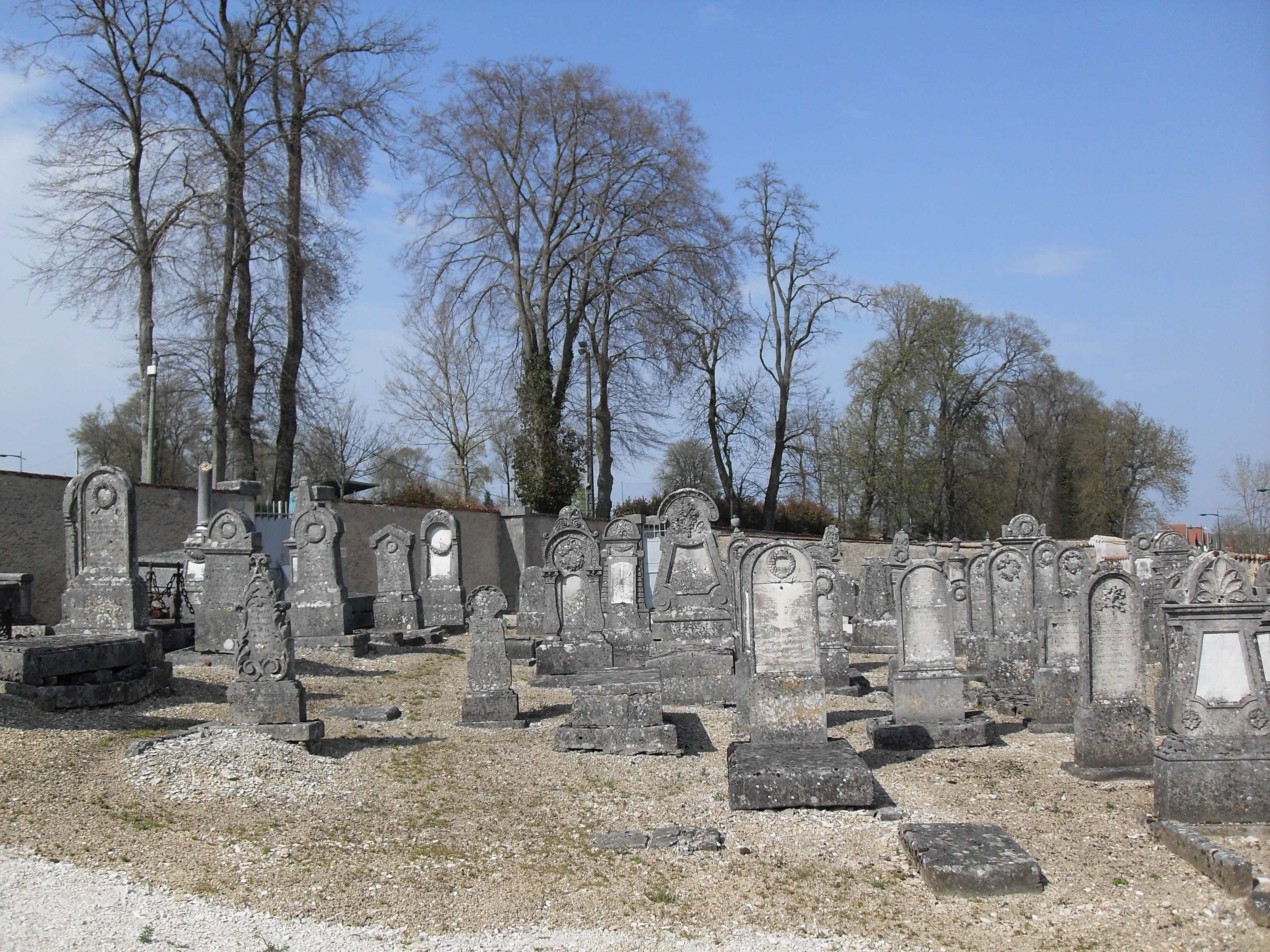
Jüdischer Friedhof in Vaucouleurs

Der Jüdische Friedhof in Vaucouleurs, einer französischen Gemeinde im Département Meuse in der historischen Region Lothringen, wurde im 19. Jahrhundert angelegt. Der jüdische Friedhof befindet sich in der Rue de Tusey.